# John Bellefleur
John Bellefleur, né à Toronto (Ontario), est un ancien copilote de rallyes canadien habitant Thornhill.

## Biographie
Ce copilote eu de très nombreux partenaires continentaux prestigieux (Perusse, Taistonen, Millen, Buffum, Merrill...), du fait d'une énorme expérience en navigation, acquise durant une longévité en compétitions de plus de vingt cinq ans (1970 à 1996).
Il vécut à Moncton durant les années 1970.

## Palmarès

### Titres
- Double Champion d'Amérique de Nord des rallyes (toutes catégories): 1976 et 1996;
- Champion d'Amérique de Nord des rallyes (catégorie open): 1995 (habitant alors à Thornhill (Ontario));
- Triple Champion du Canada des rallyes: 1975 et 1976 (avec Jean-Paul Perusse sur Fiat 128), ainsi qu'en 1996 (avec Carl Merrill sur Ford Escort Cosworth);
- Double Champion du Canada des rallyes en classe open: 1995 et 1996;
- Triple Champion d'Ontario des rallyes: 1971 (avec Robt Lindquist), 1973 (avec Bill Montgomery), et 1974 (encore avec Robt Lindquist);
- Participation à la victoire de Fiat en 1975 et 1976 au Championnat des Marques canadien;
- Participation à la victoire de Ford en 1996 au Championnat des Marques canadien.

### Victoires notables
- 1974: Rallye Rocky Mountain Rally (sur Toyota Corolla, avec Taisto Heinonen);
- 1976: Canadian Winter Rally (sur Fiat 128, avec J-P Perusse);
- 1979: Rallye Press on Regardless (sur Toyota Celica, avec T.Heinonen);
- 1979: Rallye Rocky Mountain Rally (sur Datsun 570, avec Rod Millen);
- 1985: Rallye Press on Regardless (sur Mazda RX-7 4WRD, avec Rod Millen);
- 1985: Rallye Susquehannock Trail Performance (SCCA ProRally, sur Mazda RX-7 4WRD, avec Rod Millen):
- 1993: Rallye Press on Regardless (sur Ford Escort Cosworth, avec Carl Merrill);
- 1996: Rallye Perce-neige (sur Ford Escort Cosworth 95, avec Carl Merrill);
  - 1982: 2e du rallye Sno*Drift (sur Mazda RX-7, avec Rod Millen).

(...)

### Résultats enWRC
- 1988: 3e du Rallye Olympus (avec John Buffum, sur Audi Coupé Quattro);
- 1978: 4e du Rallye Molson du Québec (avec T.Heinonen, sur Toyota Celica 2000GT 8V);
- 1987: 4e du Rallye Olympus (avec R.Millen, sur Mazda 323 4WD);
- 1977: 5e du Critérium Molson du Québec (avec J-P Perusse, sur Saab 99 EMS);
- 1982: 5e du Rallye de Nouvelle-Zélande (avec R.Millen, sur Mazda RX 7).